# 坂本俊篤

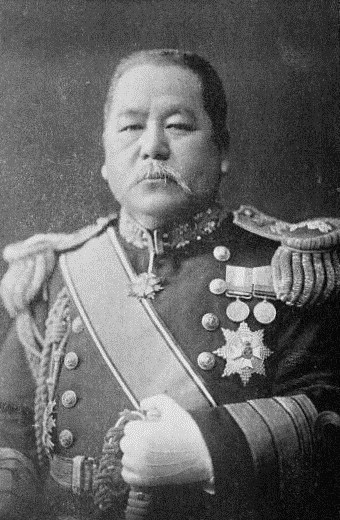
坂本俊篤

坂本 俊篤（さかもと としあつ、1858年11月30日（安政5年10月25日）- 1941年（昭和16年）3月17日）は、日本の海軍軍人、政治家。海軍中将従二位勲一等功三級男爵。貴族院議員。

## 経歴
諏訪藩士・砲術家の坂本俊信の二男として江戸藩邸に生まれ、のち諏訪郡長・坂本俊秀の養子となる。
1879年7月、海軍兵学校（6期）を卒業。同期に斎藤実、山内万寿治がいた。1882年9月、海軍少尉。フランス留学、参謀本部海軍部出仕、海軍参謀部第2課兼海大教官、「高雄」分隊長、「扶桑」水雷長、「比叡」分隊長、「浪速」砲術長などを経、1893年6月に海相秘書官として西郷従道大臣に仕えた。その後、海軍大学校教官兼海軍省軍務局第1課課僚。
日清戦争では「比叡」副長、のち「秋津洲」に乗艦して出征した。戦後、「吉野」副長、軍令部出仕（フランス・ロシア出張）、軍務局第1課課僚、同局軍事課課僚、海大教頭、海大次長、海大校長心得などを歴任し、1902年5月に海軍少将。
日露戦争を前に、1903年12月に海大は一時、休校となる。1904年2月に海大校長から佐世保鎮守府参謀長へ転出し、鮫島員規司令長官から業務の一切を委ねられて多忙を極めた。日露戦後の1905年11月に海大校長に転任し、1905年11月に海軍中将。兼海軍教育本部長、教育本部長、兼将官会議議員を歴任し、1913年5月に予備役編入。1918年10月25日に後備役となる。
1907年9月には男爵位を授爵して華族となる。1917年7月5日、貴族院議員補欠選挙で貴族院男爵議員に選出され、公正会に所属して1939年（昭和14年）7月9日まで4期在任した。
海軍においては主に教育畑を歩み、教育改革に尽力した。墓所は護国寺。

## 海大の父

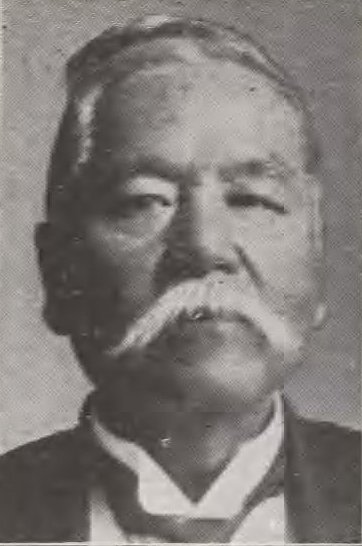
坂本俊篤

坂本は12年の長きに渡り海軍大学校教育に携わった。フランス海軍大学の調査のため渡仏し、帰国後海大の改革に取り組む。それまでの｢将校科｣を甲種、乙種、選科及び機関科に分割し、段階に応じた教育を施すとともに講座に｢軍政｣を設けた。軍政教育が始まったのは鈴木貫太郎らが在籍した将校科甲種1期からである。また教官に優秀な人材を求め、山本権兵衛海相に具申して秋山真之少佐を招いたほか、加藤友三郎、島村速雄、山屋他人らの教官配置を実現させた。その熱意は海軍戦略の大家であるアルフレッド・セイヤー・マハン大佐の招聘を目指した程であった。1906年（明治39年）7月には海軍大学校教則を定め、翌年には海軍大学条例を改正。甲種、乙種、専修、機関、選科の教程を設けると共に教育綱領を設けた。
こうした海大教育に対する貢献から坂本は海大の父と呼ばれた。

## 栄典・授章・授賞
位階
- 1884年（明治17年）3月29日 - 従七位[4]
- 1890年（明治23年）1月17日 - 正七位[5]
- 1894年（明治27年）2月28日 - 従六位[6]
- 1898年（明治31年）3月21日 - 従五位[7]
- 1902年（明治35年）10月20日 - 正五位[8]
- 1905年（明治38年）11月30日 - 従四位[9]
- 1910年（明治43年）12月20日 - 正四位[10]
- 1913年（大正2年）8月11日 - 従三位[11]

爵位
- 1907年（明治40年）9月21日 - 男爵[12]

勲章等
| 受章年                     | 略綬 | 勲章名                   | 備考 |
| -------------------------- | ---- | ------------------------ | ---- |
| 1895年（明治28年）9月27日  |      | 単光旭日章               |      |
| 1895年（明治28年）9月27日  |      | 功四級金鵄勲章           |      |
| 1895年（明治28年）11月18日 |      | 明治二十七八年従軍記章   |      |
| 1896年（明治29年）5月26日  |      | 勲五等瑞宝章             |      |
| 1899年（明治32年）12月27日 |      | 勲四等旭日小綬章         |      |
| 1904年（明治37年）5月27日  |      | 勲三等瑞宝章             |      |
| 1906年（明治39年）4月1日   |      | 勲二等旭日重光章         |      |
| 1906年（明治39年）4月1日   |      | 功三級金鵄勲章           |      |
| 1906年（明治39年）4月1日   |      | 明治三十七八年従軍記章   |      |
| 1928年（昭和3年）11月10日  |      | 金杯一個                 |      |
| 1938年（昭和13年）4月28日  |      | 勲一等瑞宝章             |      |
| 1940年（昭和15年）8月15日  |      | 紀元二千六百年祝典記念章 |      |

外国勲章佩用允許
| 受章年                     | 国籍           | 略綬 | 勲章名                                       | 備考 |
| -------------------------- | -------------- | ---- | -------------------------------------------- | ---- |
| 1892年（明治25年）4月23日  | ロシア帝国     |      | 神聖アンナ第三等勲章                         |      |
| 1894年（明治27年）12月1日  | 安南帝国       |      | ドラゴンドランナン勲章オフヒシエー           |      |
| 1896年（明治29年）12月1日  | ロシア帝国     |      | 神聖スタニスラス第二等勲章                   |      |
| 1899年（明治32年）4月21日  | ロシア帝国     |      | 神聖アンナ第二等勲章                         |      |
| 1901年（明治34年）3月12日  | デンマーク王国 |      | ダネブロク勲章コマンドールドラスコンドクラス |      |
| 1912年（大正元年）10月11日 | イギリス帝国   |      | ヴィクトリア第一等勲章                       |      |
| 1935年（昭和10年）9月21日  | 満洲帝国       |      | 満洲帝国皇帝訪日記念章                       |      |

## 親族
- 子息：坂本大造（貴族院男爵議員）[29]
- 孫：原昌三（造船技術者）